# Rocío Dúrcal
María de los Ángeles de Las Heras Ortiz alias Rocío Dúrcal est une chanteuse et actrice espagnole née le 4 octobre 1944 à Madrid et morte le 25 mars 2006 à Torrelodones.
Elle a fait preuve d'une intense activité cinématographique dans sa jeunesse, mais est surtout connue comme l'une des interprètes les plus remarquables de rancheras, mariachis, boléros et autres genres musicaux traditionnels latino-américains.

## Biographie
La chanteuse Rocío Dúrcal est née en Espagne le 4 octobre 1944, près de Madrid. En 1954, à dix ans, et avec la complicité de son grand-père, Rocío Dúrcal participe à un radio-crochet où elle séduit les auditeurs grâce à sa voix mais aussi son aisance et sa spontanéité. Cinq ans plus tard, alors qu'elle est en apprentissage auprès d'un salon de coiffure, elle participe à un jeu télévisé espagnol.
Camilo Sesto est son premier compagnon, puis elle entretient une relation avec Juan Pardo avant d'épouser en 1970 Antonio Morales « Junior », fondateur du premier groupe de rock espagnol Los Brincos. Elle faisait partie du groupe des divas d’Amérique latine des années 1970 et 1980 (avec Ángela Carrasco Susana Gimenez (en), Charytin (en), Iris Chacón, Ednita Nazario (en) et Yolandita Monge.
En février 1975, les comédiens se mettent en grève pour réclamer de meilleures conditions. Elle est arrêtée et passe une nuit dans le cachot. Le lendemain, Lola Flores réussit à la faire sortir, en payant une caution.
Cependant, en 1977, alors qu'elle est au sommet de sa carrière, elle décide de faire un voyage au Mexique, un pays qu'elle a toujours porté dans son cœur. C'est lors de sa première visite dans le pays qu'elle rencontre le « Divo de Juárez », Juan Gabriel , avec qui elle se lie d'amitié et à tel point que la même année ils décident de faire diverses collaborations de chansons dans des rancheras qui obtiennent d'immenses succès comme Amor Eterno et Déjame Vivir, Ensemble ils réalisent sept albums et d'innombrables spectacles.
Après une décennie d'absence des scènes espagnoles, elle réapparaît en 2001 avec une nouvelle œuvre, Entre tangos y mariachis , un album enregistré en dix jours qui comprend des classiques tels que Caminito et A media luz. 
Elle meurt en 2006 d'un cancer de l'utérus. 
Elle a reçu cinq nominations aux Grammy de la musique et obtenu le Premio Latino de l'Academia de las Artes y de la Musica d'Espagne pour l'ensemble de son œuvre.[réf. souhaitée]
Plus de 45 millions de disques vendus et plus de 40 ans de tournée dans toute l'Amérique sont les points essentiels de sa trajectoire artistique.

## Filmographie

### Cinéma
- Canción de juventud (en), de Luis Lucia Mingarro (1962)
- Rocío de La Mancha (en), de Luis Lucia Mingarro (1963)
- Tengo 17 años, de José María Forqué (1964)
- La Chica del trébol, de Sergio Grieco (1964)
- Más bonita que ninguna (en), de Luis César Amadori (1965)
- Acompáñame, de Luis César Amadori (1966)
- Buenos días, condesita, de Luis César Amadori (1967)
- Amor en el aire (en), de Luis César Amadori (1967)
- Cristina Guzmán, de Luis César Amadori (1968)
- Las Leandras, de Eugenio Martín (1969)
- La novicia rebelde, de Luis Lucia Mingarro (1971) : Gloria
- Marianela, de Angelino Fons (1972)
- Dites-le avec des fleurs, de Pierre Grimblat (1974)
- Me siento extraña, de Enrique Martí Maqueda (es) (1977)

### Télévision
- Premier Orfeón (1964)
- Los negocios de mamá (1997) : Ana
- Mujeres engañadas (1999) : Carmen

## Discographie
| Année | Titre                                             | Discographie               |
| 1962  | Les Films de Rocío Dúrcal                         | Philips-Phonogram (España) |
| 1963  | Trébole                                           | Philips-Phonogram (España) |
| 1964  | Tengo 17 Años                                     | Philips-Phonogram (España) |
| 1965  | Más Bonita Que Ninguna                            | Philips-Phonogram (España) |
| 1966  | Acompáñame                                        | Philips-Phonogram (España) |
| 1966  | Bande sonore du film Buenos Dias, Condesita       | Philips-Phonogram (España) |
| 1967  | Banda original du film Amor en el aire            | Philips-Phonogram (España) |
| 1968  | Chansons du film Cristina Guzmán                  | Philips-Phonogram (España) |
| 1970  | Las Leandras                                      | Philips-Phonogram (España) |
| 1972  | Musique du film La novicia rebelde                | Philips-Phonogram (España) |
| 1977  | Una Vez Más                                       | Ariola Eurodisc (España)   |
| 1977  | Rocío Dúrcal Canta A Juan Gabriel                 | Ariola Eurodisc (España)   |
| 1978  | Rocío Dúrcal Canta A Juan Gabriel, Volumen 2      | Ariola Eurodisc (España)   |
| 1979  | Rocío Dúrcal Canta A Juan Gabriel, Volumen 3      | Ariola Eurodisc (España)   |
| 1980  | Rocío Dúrcal Canta Con Mariachi, Volumen 4        | Ariola Eurodisc (España)   |
| 1981  | Rocío Dúrcal Canta A Juan Gabriel, Volumen 5      | Ariola Eurodisc (España)   |
| 1981  | La Gata (Confidencias)                            | Ariola Eurodisc (España)   |
| 1982  | Canta A Lo Romántico de Juan Gabriel (Boleros)    | Ariola Eurodisc (España)   |
| 1983  | Entre Tú y Yo                                     | Ariola Eurodisc (España)   |
| 1984  | Jardín de Rosas (Canta A Juan Gabriel, Volumen 6) | Ariola Eurodisc (España)   |
| 1986  | Siempre                                           | Ariola Eurodisc (España)   |
| 1987  | Canta 11 Grandes Éxitos de Juan Gabriel           | Ariola Eurodisc (España)   |
| 1988  | Como Tu Mujer                                     | Ariola Eurodisc (España)   |
| 1990  | Si Te Pudiera Mentir                              | Ariola Eurodisc (España)   |
| 1992  | El Concierto…en vivo                              | Ariola Eurodisc (España)   |
| 1993  | Desaires                                          | Ariola Eurodisc (España)   |
| 1995  | Hay Amores Y Amores                               | Ariola Eurodisc (España)   |
| 1997  | Juntos Otra Vez (Con Juan Gabriel)                | BMG (México)               |
| 1999  | Para Toda La Vida                                 | BMG (México)               |
| 2000  | Caricias                                          | BMG (México)               |
| 2001  | Entre Tangos y Mariachi                           | BMG (México)               |
| 2002  | En Concierto Inolvidable                          | BMG (México)               |
| 2003  | Caramelito                                        | BMG (México)               |
| 2004  | Alma Ranchera                                     | BMG (México)               |